# Bent Jörgen Jörgensen

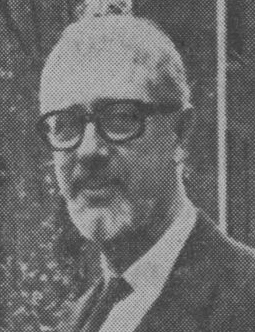
Bent Jörgen Jörgensen

Bent Jörgen Jörgensen, född 19 januari 1915 i Holte, död 21 september 1999 i Ljuders församling, Kronobergs län, var en dansk-svensk arkitekt.
Jörgensen, som var son till civilingenjör G.S. Jørgensen och Ellen Lund, utexaminerades från Kunstakademiets Arkitektskole i Köpenhamn 1942. Han anställdes hos arkitekt Vilhelm Lauritzen i Köpenhamn 1941, hos Arne Jacobsen i Jægersborg 1942, hos Hans Westman i Lund 1945. Jörgensen var avlägsen släkting till arkitekten Paul Bobergs hustru, och när Paul Boberg gick bort 1947 övertog han dennes arkitektverksamhet i Växjö.

## Verk i urval
- Värnamo stadshotell (1955)
- Strandbaden i Falkenberg
- Lessebo kyrka (1958-1960)
- Mikaelskyrkan (1976)
- Svenska sjömanskyrkan i London (1966)
- Dalstorps kyrka (1964-1965)
- Västrabo kyrka (1956)
- Teleborgs kyrka (1974)
- Utvandrarnas Hus (1968)
- Yrkes- och central verkstadsskola i Växjö (Kungsmadskolan)
- Radhusbebyggelsen Solstaden på Väster i Växjö
- Radhusen på Virkesvägen på norra Teleborg i Växjö
- Stadshuset i Vetlanda (1967-1970)
- Skola i Lenhovda.
- Hög- och mellanstadieskola i Åstorp.
- EPA-varuhus i Växjö, Alvesta, Vetlanda (1954 & 1972), Nybro, Kalmar, Värnamo, Huskvarna, Skara, Skövde och Mariestad (1958).
- Butikscentrum, Båtsmanstorget, Växjö.
- AB Skånska Bageriet, Y Nilsson, Klostergatan 13, Växjö
- Handikappcentrum, Fokus, Växjö.
- Skogströms Maskin AB, Växjö.
- Johansfors Glasbruk, kontor och utställning, Broakulla
- Filadelfiakyrkan, Vetlanda (1953-1954).
- OK Motorhotell (1971) (Senare Quality Hotel Växjö), Sandviksvägen 1, Växjö

## Bilder

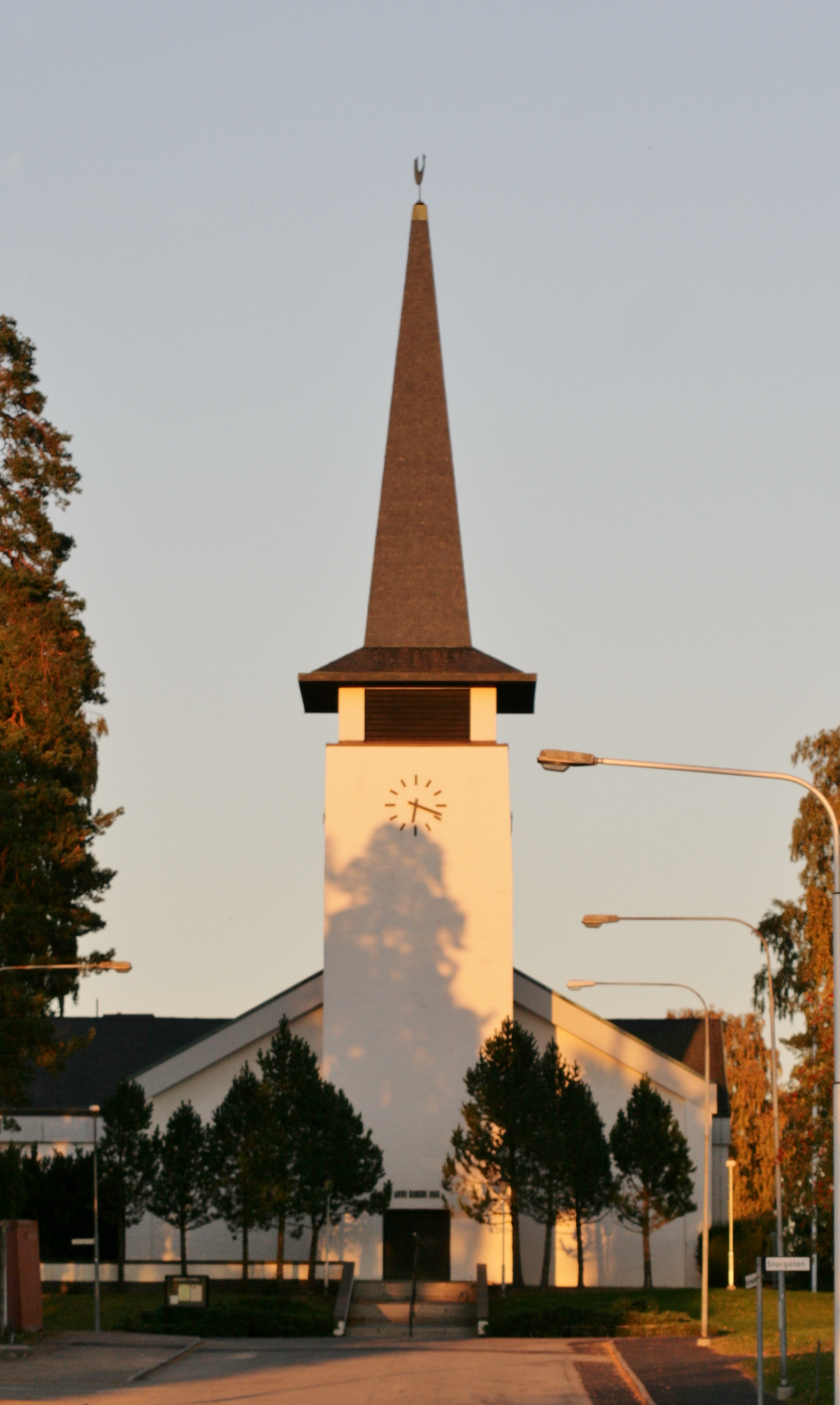
Lessebo kyrka
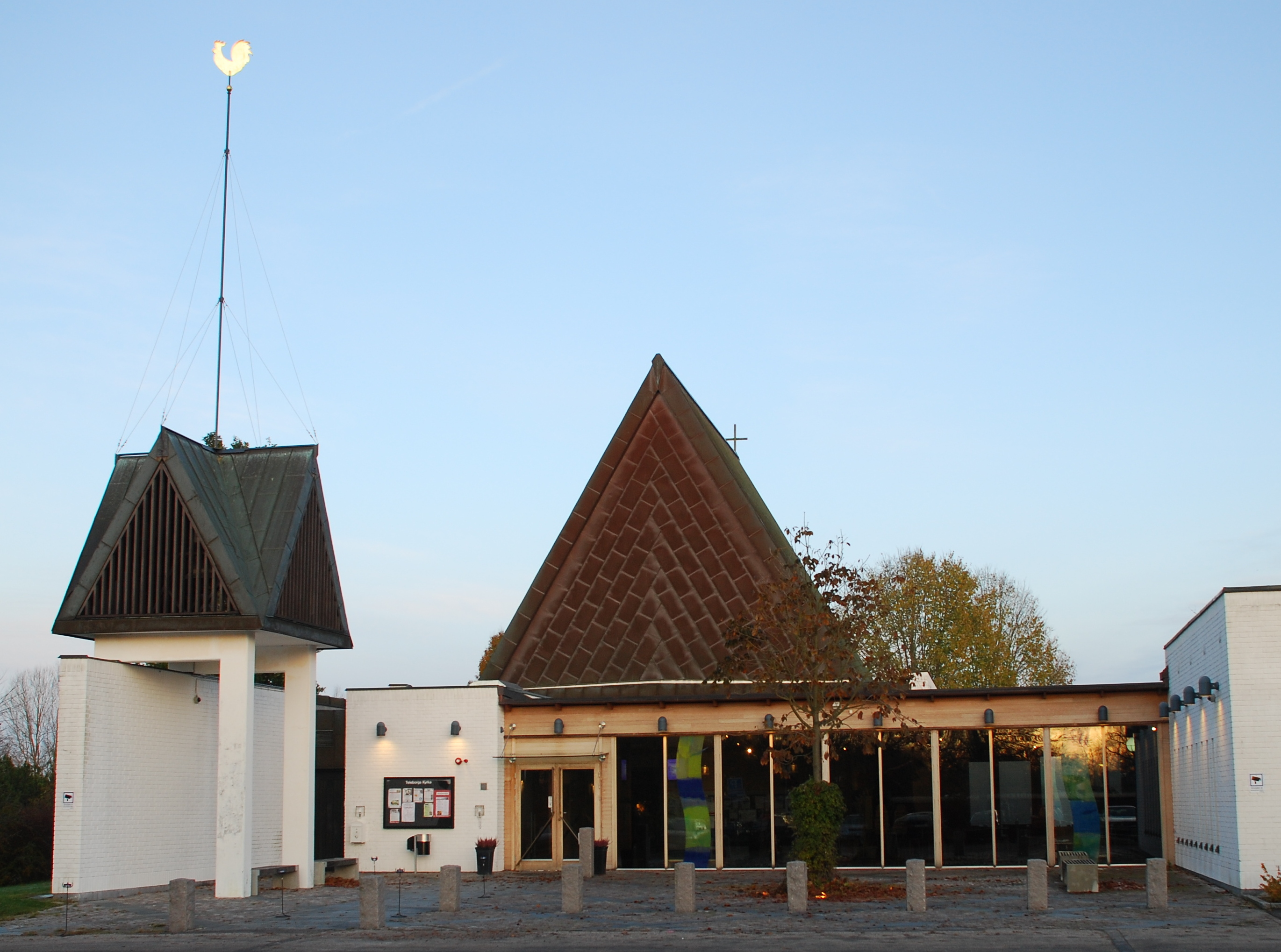
Teleborgs kyrka
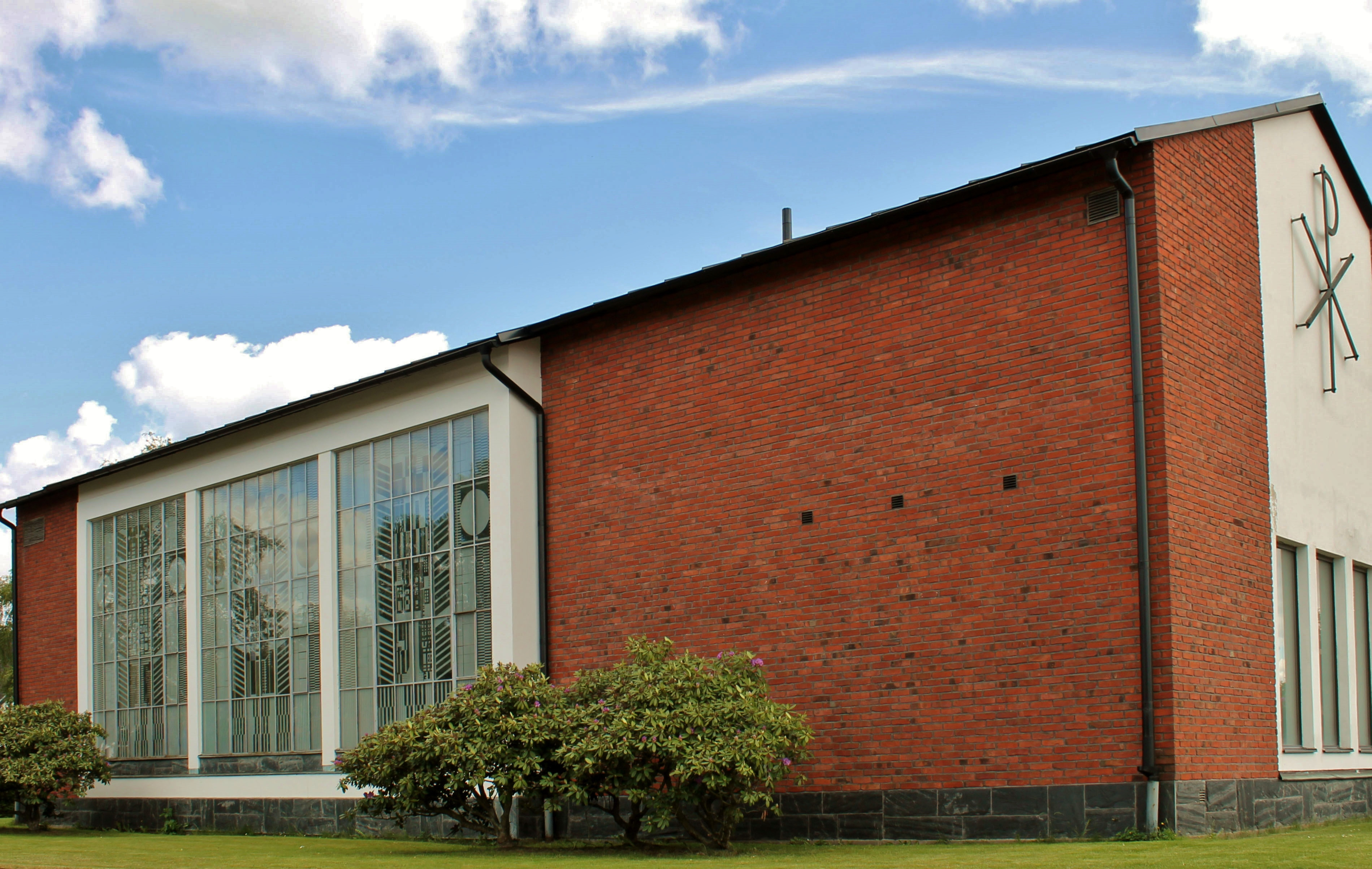
Västrabo kyrka
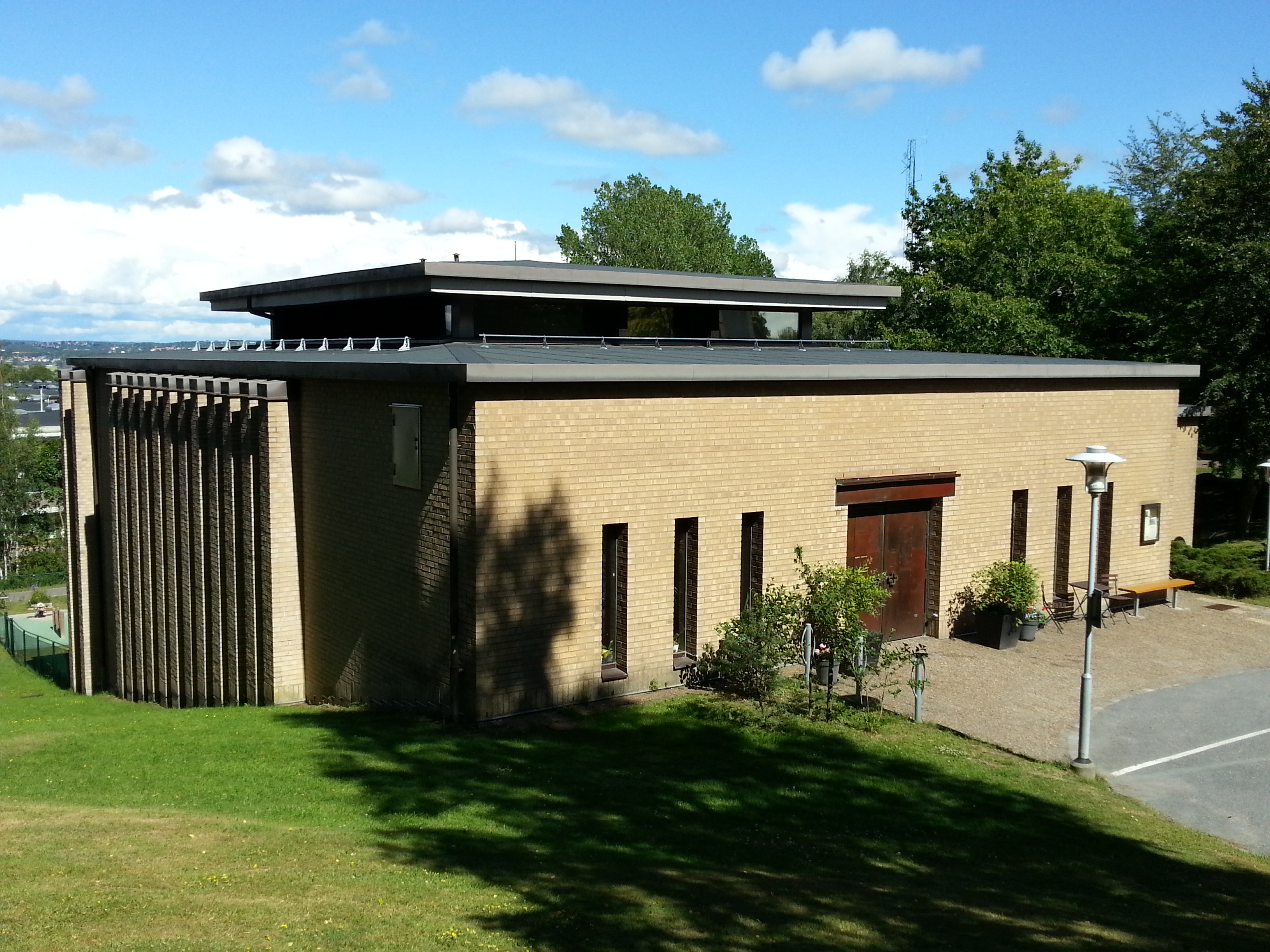
Mikaelskyrkan, Askim
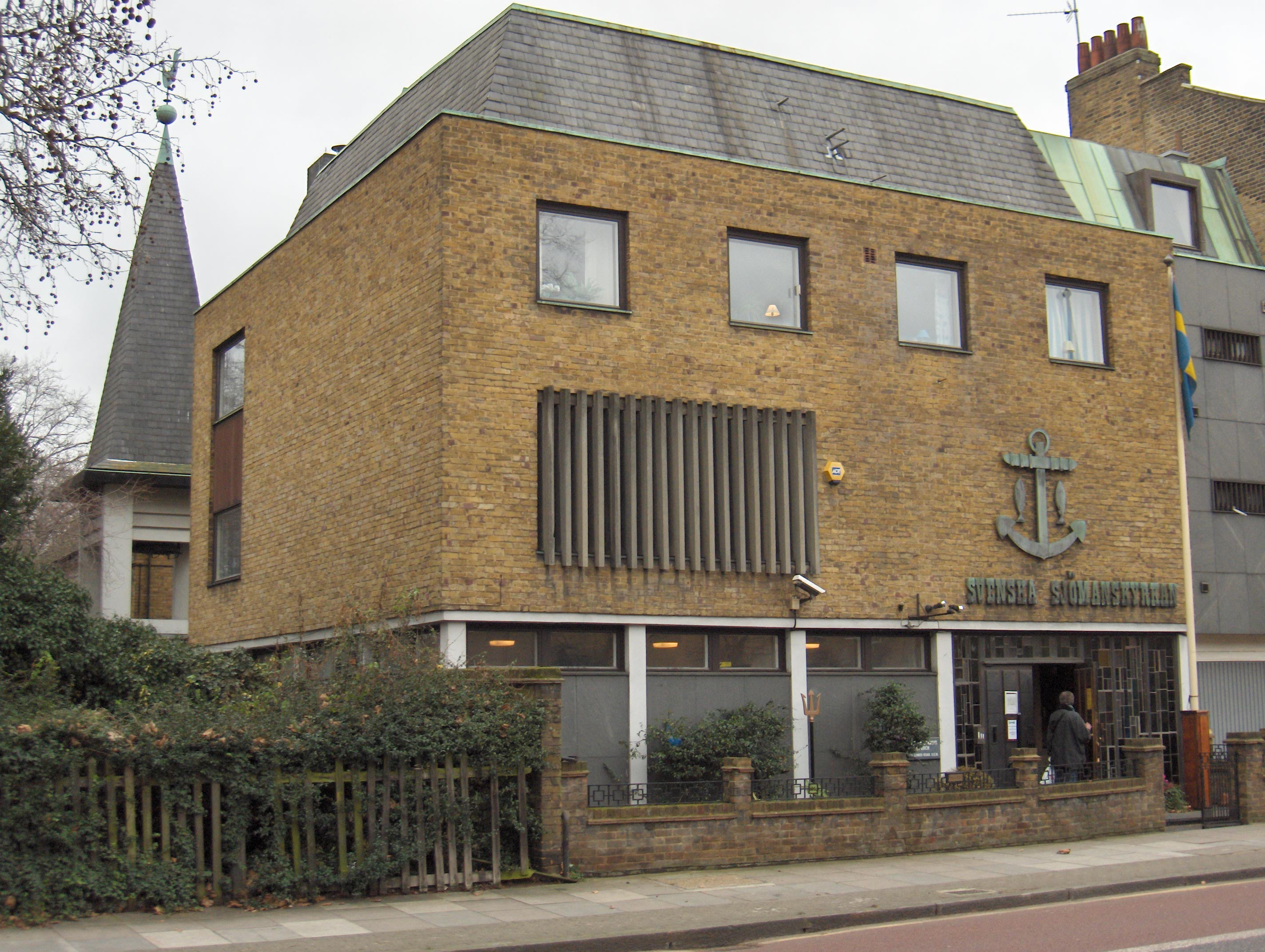
Sjömanskyrkan i London
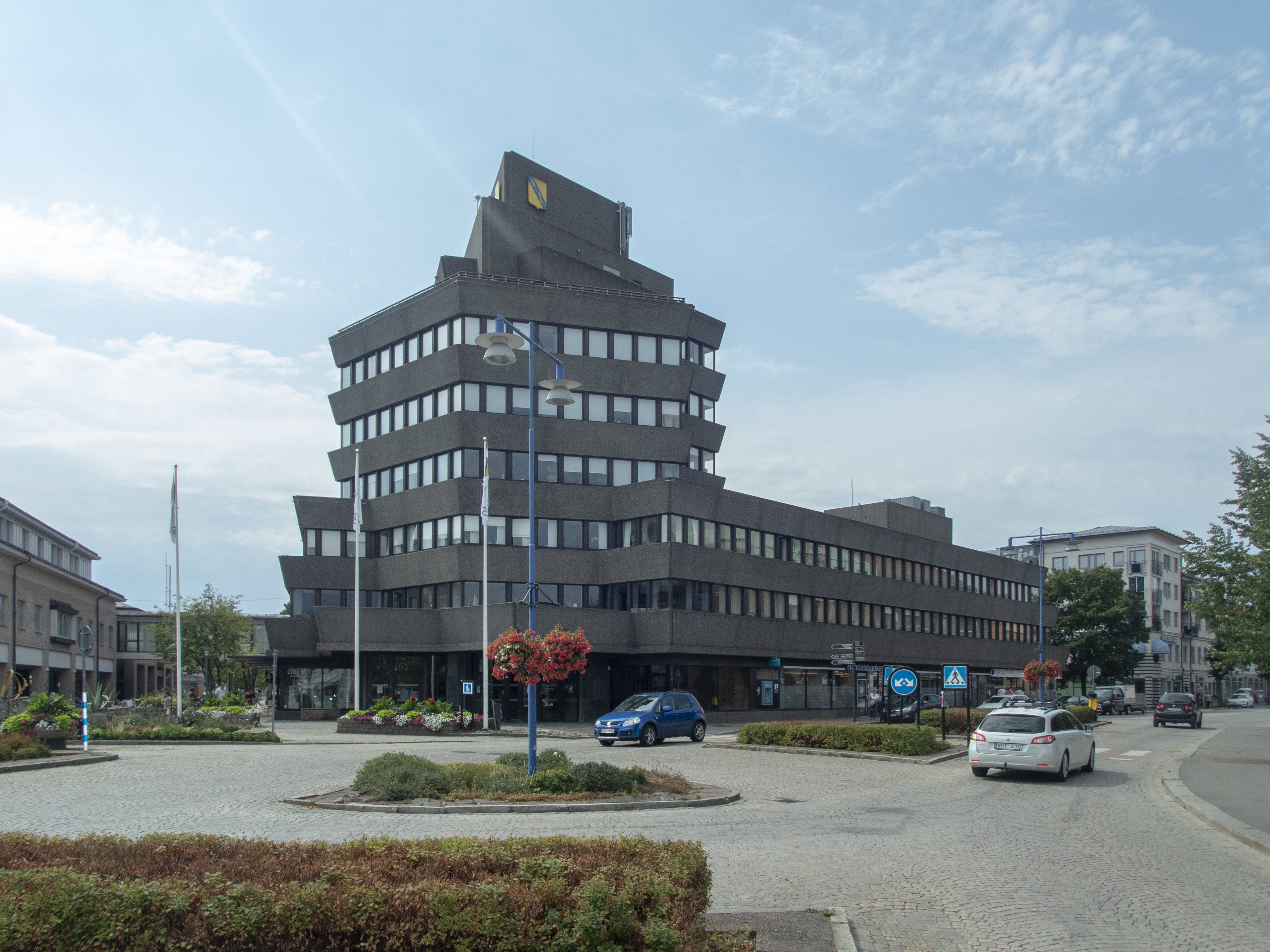
Stadshuset i Vetlanda
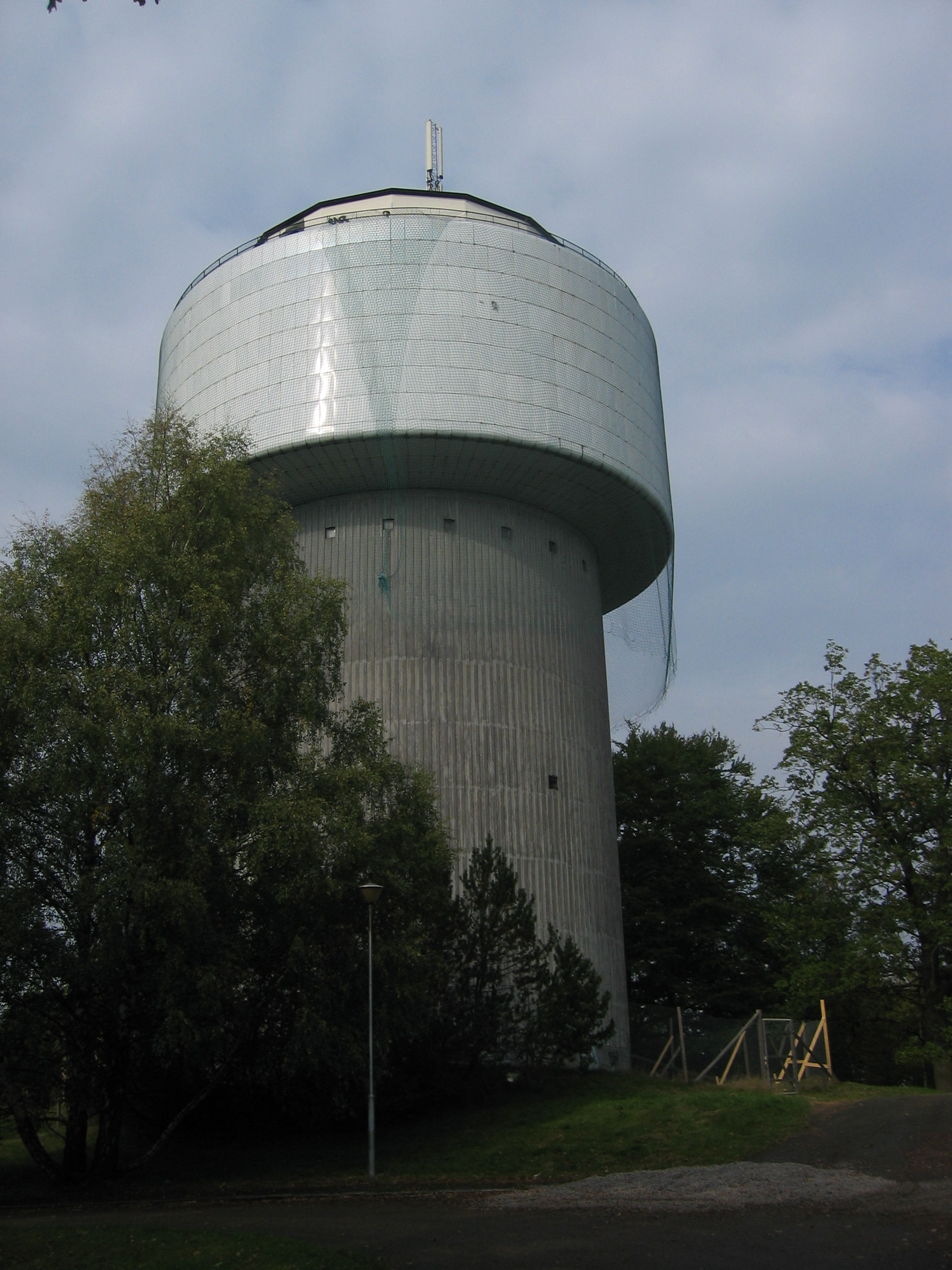
Växjö vattentorn
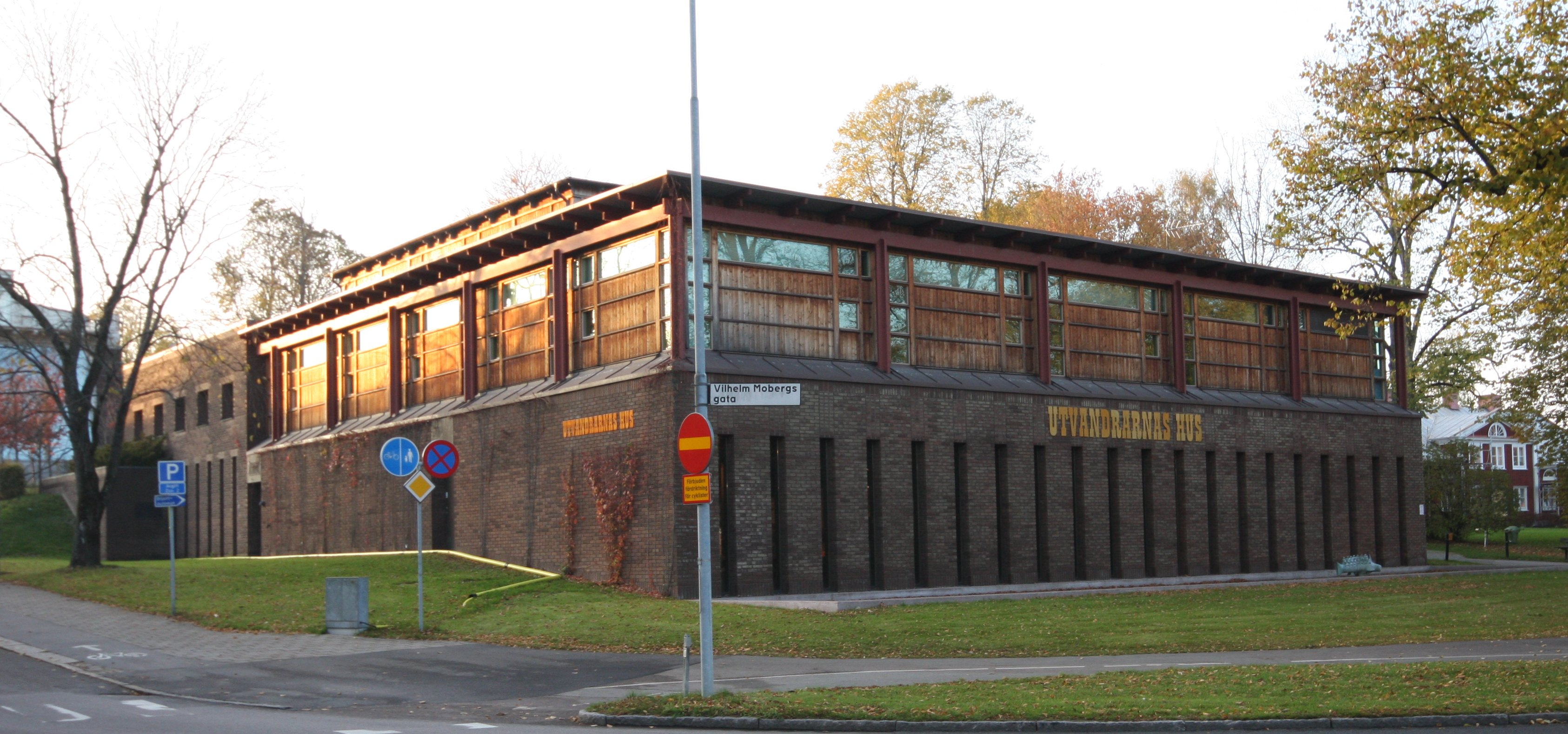
Utvandrarnas hus,Växjö